# 巴里·赫恩

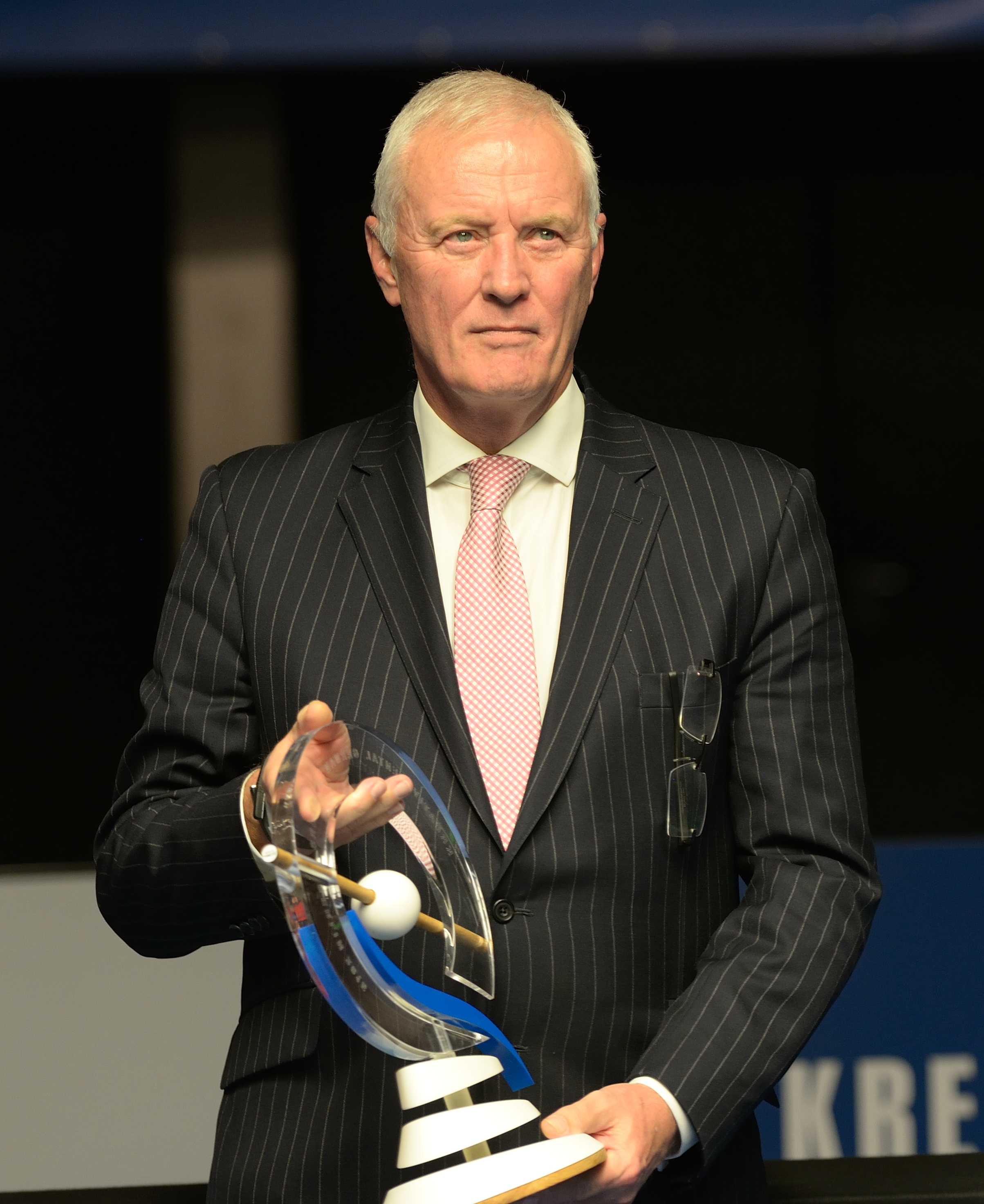
巴里·赫恩

巴里·墨利斯·威廉·赫恩（Barry Maurice William Hearn，1948年6月19日—），是英國體育賽事的推動者，也是行銷公司Matchroom Sport的創始人兼董事長。
通過Matchroom，赫恩還參與了許多運動，包括撞球、保齡球、高爾夫、乒乓球和釣魚。赫恩目前是職業飛鏢聯盟的主席，也曾經是世界職業撞球與司諾克協會（WPBSA）至2010年7月的主席。此外，他也曾經是萊頓東方足球俱樂部至2014年7月的主席。